# Карвалью, Рауль Мария ди
Рауль Мария ди Карвалью (порт. Raul Maria de Carvalho; 4 сентября 1920, Алвиту, Первая Португальская республика — 3 сентября 1984, Порту, Португалия) — португальский поэт, фотограф и художник. Жоржи ди Сена включил его имя «Список 100 лучших португальских поэтов XX века».

## Биография
Родился 4 сентября 1920 года в городке Алвиту, в провинции Байшу-Алентежу. Он был сыном сапожника и горничной. В детстве увлекался литературой и рисованием, но в ущерб образованию был вынужден подрабатывать в аптеках в родном городке и Лиссабоне, куда переехал с семьёй. Среднюю школу окончил во взрослом возрасте, после чего поступил на юридический факультет Лиссабонского университета.
В 1940-х годах Карвалью был завсегдатаем кафе «Мартинью да Аркада», в котором собирались деятели португальской культуры. Своё первое произведение он издал в 1942 году. Помимо сотрудничества с такими журналами, как «Круглый стол» и «Поэтические блокноты», Карвалью, вместе с Антониу Рамушем Розой, Жозе Террой, Луишем Амару, Жозе Луишем Моитой и Эджиту Гонсалвешем, основал поэтический журнал «Дерево». Он был одним из редакторов этого журнала с 1951 по 1953 год. Во время авторитарного режима в Португалии издание было запрещено цензурой.
С 1942 года по 1984 год Карвалью издал двадцать пять книг. В 1956 году на Международном конкурсе поэтов в Сиене в Италии он был удостоен премии Симона Боливара. В поэзии Карвалью 1950-х — 1960-х годов заметно одновременное влияние неореализма и сюрреализма. Кроме литературной деятельности, он профессионально занимался фотографией и живописью и провёл несколько выставок. Поэт всю жизнь занимал активную гражданскую позицию. Рауль ди Карвалью был членом Португальской коммунистической партии и открытым гомосексуалом.
В 1970-х годах врачи диагностировали у него проблемы с сердцем, но он отказался от операции. Смерть после сердечного приступа застала его в Порту, когда поэт гостил у друзей. Рауль ди Карвалью умер 3 сентября 1984 года в больнице Сан-Жуан, накануне своего шестьдесят четвёртого дня рождения. Вскоре после смерти, неизвестные ворвались в его дом и похитили неопубликованные рукописи и картины.
В 1997 году муниципалитет Алвиту учредил «Поэтическую премию имени Рауля ди Карвалью», направленную на поддержание молодых талантов. В 2008 году муниципалитетом Алвиту был учрежден «Международный биеннале имени Рауля ди Карвалью». Мероприятие включало разделы фотографии, живописи, большой и малой прозы, поэзии, скульптуры и должно было заменить собой поэтическую премию. Однако в 2010 году из-за неодобрения муниципальным собранием двухлетнего регламента биеннале, его проведение было приостановлено.